# Hermann Burmeister
Karl Hermann Konrad Burmeister (Stralsund, 1807. január 15. – Buenos Aires, 1892. május 2.) német zoológus és entomológus volt. Zoológiai szakmunkákban nevének rövidítése: „Burmeister”. Botanikai szakmunkákban nevének rövidítése: „Burmeist.”.

## Élete
Burmeister 1807-ben a németországi Stralsundban született. 1837 és 1861 között a Halle-Wittenberg-i Martin Luther Egyetem zoológiai professzora volt. Az 1848-as forradalmak idején Halle városát képviselte a nemzetgyűlésben, azután pedig Leibnitz város képviselője volt az első porosz parlamentben. 1850 és 1852 között Brazíliába és 1857 - 1860 között Argentínába utazott, ahonnan állattani gyűjteményekkel tért vissza Németországba. 1861-ben visszatért Argentínába, ahol megalapította a Buenos Aires-i Museo Nacional-t. Burmeistert az argentínai Córdoba Nemzeti Egyetem tudományos akadémia tagjává is megválasztották. Számos faj leírását köszönhetjük Dél-Amerikában végzett zoológiai munkásságának és a tisztelet jeléül nevét viseli több állatfaj is, így a Burmeister-disznódelfin és a feketelábú kígyászdaru (Chunga burmeisteri) is.

## Hermann Burmeister által alkotott és/vagy megnevezett taxonok
Az alábbi linkben megnézhető Hermann Burmeister taxonjainak egy része.